# Crucifix (Band)
Crucifix (engl. „Kruzifix“) war eine Hardcore-Punk-Band aus dem US-amerikanischen Berkeley. Sie war von 1980 bis 1984 aktiv. Die Bandmitglieder verstanden sich als Anarchisten, und die Band wird dem Anarcho-Punk zugeordnet.
Optisch orientierten sich Crucifix mit ihren Irokesenfrisuren am britischen Punk. Musikalisch zählt sie der Musikjournalist und American-Hardcore-Produzent Steven Blush zur „Essenz“ des kalifornischen Hardcores. Der Sänger Sothira Pheng kam aus Kambodscha, seine Familie flüchtete vor den Roten Khmer.
Seit den 2000er-Jahren findet die Band gelegentlich wieder zu einzelnen Konzerten zusammen. Der ehemalige Gitarrist Drew Bernstein, der seit Mitte der 1980er-Jahre erfolgreich als Modeschöpfer tätig war, verstarb 2014 durch Suizid.

## Diskographie
- 1981: Crucifix (EP, Universal Records)
- 1983: Dehumanization (Corpus Christi Records)
- 1997: Exhibit A (Kompilationsalbum, Kustomized Records)